# Hans Büssow
Hans Büssow (* 3. April 1903 in Loitz; † 26. Februar 1974 in Hamburg) war ein deutscher Psychiater.

## Leben
Büssow absolvierte nach dem Abschluss seiner Schullaufbahn an den Universitäten Greifswald und Berlin ein Studium der Medizin. In Greifswald promovierte er 1929 mit der Dissertation Wachsuggestion und Straftat zum Dr. med. und habilitierte in Leipzig 1937 mit der Schrift Zur Frage der Dosierung bei der unspezifischen Paralysetherapie.
Büssow, der am 29. Oktober 1937 die Aufnahme in die NSDAP beantragte und rückwirkend zum 1. Mai desselben Jahres aufgenommen wurde (Mitgliedsnummer 5.112.493), war ab 1939 Oberarzt und Lehrbeauftragter an der Psychiatrischen und Neurologischen Klinik des Universitäts-Krankenhauses in Hamburg-Eppendorf bei Hans Bürger-Prinz. Während des Zweiten Weltkrieges vertrat Büssow bis 1941 seinen Vorgesetzten Bürger-Prinz. Büssow war anschließend als Stabsarzt bei der Wehrmacht eingesetzt und in dieser Funktion ab 1942 Beratender Militärpsychiater der 12. Armee. Büssow wurde 1944 Professor an der Universität Hamburg.
Nach Kriegsende vertrat Büssow als Leiter den vorübergehend suspendierten Bürger-Prinz erneut an der Psychiatrischen und Neurologischen Klinik des Universitäts-Krankenhauses in Hamburg-Eppendorf. Danach war Büssow leitender Oberarzt der Alsterdorfer Anstalten und ab 1953 Ärztlicher Direktor des Allgemeinen Krankenhauses Ochsenzoll in Hamburg-Langenhorn. Im April 1968 ging Büssow in den Ruhestand.